# Liste kolumbianischer Schachspieler
Die Liste kolumbianischer Schachspieler enthält Schachspieler, die für den kolumbianischen Schachverband spielberechtigt sind oder waren und mindestens eine der folgenden Bedingungen erfüllen:
- Träger einer der folgenden FIDE-Titel: Großmeister, Ehren-Großmeister, Internationaler Meister, Großmeisterin der Frauen, Ehren-Großmeisterin der Frauen, Internationale Meisterin der Frauen;
- Träger einer der folgenden ICCF-Titel: Großmeister, Verdienter Internationaler Meister, Internationaler Meister, Großmeisterin der Frauen, Internationale Meisterin der Frauen;
- Gewinn einer nationalen Einzelmeisterschaft.

## A
- Alejandro Acosta (* 1959), Internationaler Meister
- Dario Alzate (* 1955), Internationaler Meister
- Rafael Araque (* 1968), Internationaler Meister
- David Arenas (* 1991), Großmeister
- Santiago Ávila Pavas (* 2004), Internationaler Meister

## B
- Sergio Barrientos (* 1986), Großmeister
- Luis Guillermo Blandon (* 1998), Internationaler Meister

## C
- Óscar Humberto Castro Rojas (1953–2015), Internationaler Meister
- Lina Chaucanes (* 1986), Internationale Meisterin der Frauen
- Jenny Astrid C. Chirivi (* 1990), Internationale Meisterin der Frauen
- John Jairo Cifuentes (* 1982), Internationaler Meister
- Melissa Castrillon Gomes (* 1995), Internationale Meisterin der Frauen
- Natalia Patricia Castro (* 1993), Internationale Meisterin der Frauen
- Jorge Clavijo (* 1968), Internationaler Meister
- Carlos Cuartas (1940–2011), Internationaler Meister
- Jaime Alexander Cuartas (* 1975), Großmeister
- Miguel Cuéllar Gacharná (1916–1985), Internationaler Meister

## D
- Neuris Delgado Ramírez (* 1981), Großmeister[1]

## E
- Johann Echavarria (* 1976), Internationaler Meister
- Álder Escobar Forero (* 1977), Großmeister

## F
- Lisandro Fernandez Reyes (* 1983), Internationaler Meister
- Angela Franco Valencia (* 1987), Internationale Meisterin der Frauen
- Beatriz Irene Franco Valencia (* 1987), Großmeisterin der Frauen

## G
- Andres Felipe Gallego Alcaraz (* 1989), Internationaler Meister
- Nelson Gamboa (* 1962), Internationaler Meister
- Gildardo García (1954–2021), Großmeister
- Roberto García Pantoja (* 1992), Großmeister[2]
- Jorge A. González Rodríguez (* 1954), Internationaler Meister[3]
- Boris de Greiff (1930–2011), Internationaler Meister, internationaler Schiedsrichter
- Juan Carlos Guerrero Sierra (* 1988), Internationaler Meister
- Ilse Guggenberger (* 1942), Internationale Meisterin der Frauen
- Jose Antonio Gutierrez Herrera (* 1943), Internationaler Meister

## H
- Raul Henao (* 1955), Internationaler Meister
- Cristian Andres Hernandez (* 1996), Internationaler Meister
- Jairo Andres Hernandez Sanchez (* 1995), Internationaler Meister
- Milena Herrera (* 1989), Internationale Meisterin der Frauen
- Luis Hoyos (* 1961), Verdienter Internationaler Fernschachmeister

## J
- Jose Maricio Jimenez (* 1982), Internationaler Meister

## L
- David Hernán Lozano, Verdienter Internationaler Fernschachmeister

## M
- Isolina Majul (* 1973), Internationale Meisterin der Frauen
- Martin Martinez Romero (* 1995), Internationaler Meister
- Martha Mateus (* 1978), Internationale Meisterin der Frauen
- Rafael Mendoza (* 1957), Internationaler Meister
- Jorcerys Montilla (* 1995), Internationale Meisterin der Frauen[4]
- Miguel Mosquera (* 1979), Internationaler Meister

## O
- Nadya Ortiz (* 1986), Großmeisterin der Frauen
- Orlando Ossa (* 1983), Internationaler Meister
- Lina Orozco (* 1992), Internationale Meisterin der Frauen

## P
- Marciela Palao (* 1965), Internationale Meisterin der Frauen
- Wilson Guillermo Palencia Morales (* 1981), Internationaler Meister[5]
- Henry Panesso Rivera (* 1988), Internationaler Meister
- Carlos Andres Perdomo (* 1975), Internationaler Meister
- Rafael Felipe Prasca Sosa (* 1983), Internationaler Meister[6]
- Emilio Pupo (* 1970), Internationaler Meister

## R
- Carlos Ramírez (* 1959), Internationaler Meister
- Heimy Ramirez (* 1992), Internationale Meisterin der Frauen
- Cristhian Camilo Rios (* 1993), Großmeister
- Alejandro Rios Parra (* 1971), Internationaler Meister
- Ingris Rivera (* 1988), Internationale Meisterin der Frauen
- Paula Andrea Rodriguez Rueda (* 1996), Internationale Meisterin der Frauen, Internationaler Meister
- Joshua Daniel Ruiz Castillo (* 1997), Großmeister

## S
- Luis Augusto Sánchez (1917–1981), Internationaler Meister
- Sebastian Felipe Sánchez (* 1989), Internationaler Meister
- Adriana Salazar Varón (* 1963), Internationale Meisterin der Frauen
- Aura Cristina Salazar (* 1995), Internationale Meisterin der Frauen

## T
- Daniel Tapia (* 1986), Internationaler Meister

## U
- Mauricio Uribe (* 1981), Internationaler Meister

## V
- Esteban Alb Valderrama (* 1993), Internationaler Meister
- Carlo Giovanni Vittorino (* 1970), Internationaler Meister

## Z
- Alonso Zapata (* 1958), Großmeister
- Cesar Zuluaga Mancilla (* 1977), Internationaler Meister